# Chambre de commerce et d'industrie Meuse-Haute-Marne
La chambre de commerce et d'industrie de la Haute-Marne est la CCI du département de la Haute-Marne. Son siège est à Saint-Dizier  au 55, rue du président Carnot.
Elle dispose de deux antennes à Chaumont et à Langres.
Elle fait partie de la chambre régionale de commerce et d'industrie de Champagne-Ardenne.

## Missions
La chambre de commerce et d'industrie de la Haute-Marne est un organisme chargé de représenter les intérêts des entreprises commerciales, industrielles et de service de la Haute-Marne et de leur apporter certains services. C'est un établissement public qui gère en outre des équipements au profit de ces entreprises.
Comme toutes les CCI, elle est placée sous la double tutelle du Ministère de l'Industrie et du Ministère des PME, du Commerce et de l'Artisanat.

### Services aux entreprises
- Centre de formalités des entreprises
- Assistance technique au commerce
- Assistance technique à l'industrie
- Assistance technique aux entreprises de service
- Point A (apprentissage)

### Gestion d'équipements
- Aérodrome de Chaumont-Semoutiers de 1995 à 2010. L'Association de Gestion de l'Aérodrome de Chaumont-Semoutiers (AGACS) en reprend ensuite la gestion.

## Historique
- 1848 : Création de la chambre de commerce de Saint Dizier et de la Haute-Marne.

## XXIe siècle
Toute la difficulté du travail de cette chambre de commerce consiste à soutenir une industrie en déclin. En effet, le bassin métallurgique, autrefois porteur d'emplois, est aujourd'hui dans une phase de restructuration. Le déclin national dans ce secteur frappe de plein fouet la ville de Saint-Dizier et le département tout entier.

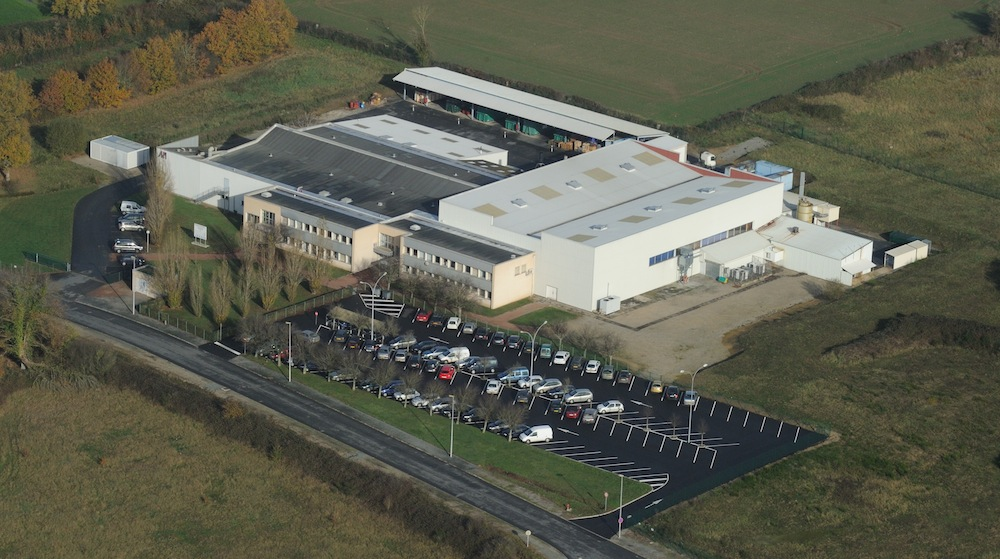
Les Forges de Bologne en 2011.

Cependant, les Forges de Bologne, entreprise historique de Bologne appartenant depuis 2014 au groupe Lisi, dont c'est l'un des 20 sites de Lisi Aerospace, constituent le plus important employeur de Haute-Marne avec 750 employés (2018). Cette entreprise axée sur un secteur de pointe concilie l'histoire haut-marnaise, le savoir-faire métallurgique et la perspective d'une renaissance industrielle. Le déménagement de l'entreprise est prévu courant 2019 à Chaumont dans une nouvelle forge de 40,000 m2 sur une parcelle de 10 hectares du parc Plein'Est de Chaumont. D'autres entreprises métallurgiques historiques se sont maintenues en se modernisant et en réduisant leur effectif comme la Société des Forges de Froncles. GHM, fonderie historique à Sommevoire, ou encore Fonderies Brousseval et Montreuil (FBM) à Brousseval, sont des exemples d'évolution positive.
La chambre de commerce et d'industrie de la Haute-Marne soutient les entreprises et les créations d'entreprises afin de dynamiser l'économie du département.
- 2007 : Décision de construction d'un nouveau siège à Saint-Dizier.
- 2009 : Mise en place du dispositif www.achat-haute-marne.com dans le Pays Nord Haut-Marnais
- 2010 : Développement du dispositif www.achat-haute-marne.com dans les Pays de Chaumont et de Langres.
- Elle est actuellement présidée par un industriel Sud Haut-Marnais, Michel Auer.

## Pour approfondir